# Celin Bizet Ildhusøy
Celin Bizet Ildhusøy (Frogner, 24 oktober 2001) is een voetbalspeelster uit Noorwegen. Ze speelt als aanvaller voor Manchester United in de Super League.

## Clubcarrière
Bizet werd geboren in Frogner. Ze maakte haar profdebuut bij Skedsmo in de Noorse derde divisie in 2016. Voorafgaande aan het seizoen 2017 maakte ze de overstap naar Vålerenga, waarvoor ze haar debuut maakte in Toppserien in een wedstrijd tegen Avaldsnes IL in april 2017. In mei 2018 maakte Bizet haar eerste doelpunt voor Vålerenga in een wedstrijd tegen Grand Bodø. In 2019 werd ze verhuurd aan Grei. Hierna keerde ze terug bij Vålerenga waarmee ze de Noorse bekerfinale verloor in 2017 en 2019. In 2020 wist Bizet alsnog de beker te winnen en Noors landskampioen te worden.
Na het seizoen 2020 was er interesse vanuit het buitenland voor Bizet, maar besloot ze een nieuw contract te tekenen bij Vålerenga in januari 2021.
In juli 2021 vertrok Bizet alsnog naar het buitenland. Ze tekende een contract bij de Franse topclub Paris Saint-Germain. Na een seizoen voltooide ze een nieuwe transfer naar het Engelse Tottenham Hotspur. In Londen tekende ze een driejarig contract tot 2025. Bizet maakte op 4 september 2024 een nieuwe transfer door een driejarig contract te tekenen bij Manchester United WFC. Bizet maakte haar debuut voor Manchester United op 21 september 2024 door in de 66ste minuut in te vallen in een 3-0 overwinning op Old Trafford.

## Statistieken
| Seizoen | Club                 | Land      | Competitie          | Wedstrijden | Doelpunten |
| ------- | -------------------- | --------- | ------------------- | ----------- | ---------- |
| 2017    | Vålerenga            | Noorwegen | Toppserien          | 6           | 0          |
| 2018    | Vålerenga            | Noorwegen | Toppserien          | 17          | 1          |
| 2019    | Vålerenga            | Noorwegen | Toppserien          | 19          | 2          |
| 2020    | Vålerenga            | Noorwegen | Toppserien          | 18          | 2          |
| 2021    | Vålerenga            | Noorwegen | Toppserien          | 9           | 3          |
| 2021/22 | Paris Saint-Germain  | Frankrijk | Division 1 Féminine | 6           | 0          |
| 2022/23 | Tottenham Hotspur FC | Engeland  | Super League        | 22          | 2          |
| 2023/24 | Tottenham Hotspur FC | Engeland  | Super League        | 20          | 4          |
| 2024/25 | Manchester United    | Engeland  | Super League        | 15          | 2          |
| Totaal  | Totaal               | Totaal    | Totaal              | 132         | 16         |

Laatste update: 9 maart 2025

## Interlandcarrière
Bizet werd voor het eerst opgeroepen voor de Noorse nationale ploeg voor een trainingskamp in de herfst van 2021. Een jaar later maakte ze haar debuut.
Bizet werd op 19 juni 2023 opgenomen in de Noorse selectie op het WK 2023. Na de groepsfase door te zijn gekomen, was in de achtste finales Japan te sterk.

## Privé
Bizet is de dochter van voormalig Noors voetballer Kjell Gunnar Ildhusøy en een Cubaanse moeder.